# Give Me Convenience or Give Me Death
Give Me Convenience or Give Me Death – siódmy album zespołu Dead Kennedys wydany w czerwcu 1987 roku przez firmę Alternative Tentacles. W skład albumu weszły utwory z lat 1979–1985 znane już singli i koncertów, a także inne wcześniej nie publikowane.

## Lista utworów
1. Police Truck
2. Too Drunk to Fuck
3. California Über Alles
4. The Man with the Dogs
5. Insight
6. Life Sentence
7. A Child and His Lawnmower
8. Holiday in Cambodia
9. I Fought the Law
10. Saturday Night Holocaust
11. Pull My Strings
12. Short Songs
13. Straight A's
14. Kinky Sex Makes The World Go 'Round
15. The Prey
16. Night of the Living Rednecks
17. Buzzbomb from Pasadena

## Muzycy
- Jello Biafra – wokal
- East Bay Ray – gitara, wokale
- Klaus Flouride – gitara basowa, wokale
- Ted – perkusja
- 6025 – gitara
- D.H. Peligro – perkusja, wokale
- Thom Wilson – producent
- Geza X – producent, wokale
- Norm – producent
- Elliot Mazer – producent
- Jim Keylor – inżynier
- John Cuniberti – producent, inżynier
- Oliver Dicicco – miksowanie, inżynier
- Pippin Youth – miksowanie